# Der Weg einer Freiheit
Der Weg einer Freiheit (з нім. — «Шлях свободи») — німецький гурт у жанрі екстремальний метал із Вюрцбурга, створений у 2009 році Тобіасом Ящинським як вокалістом та Нікітою Кампрадом як гітаристом і автором пісень. Після випуску двох студійних альбомів — Der Weg einer Freiheit (2009) та Unstille (2012) — Ящинський покинув гурт у 2012 році, а Кампрад взяв на себе вокальні партії. Зараз він виступає разом з гітаристом Ніко Раушем, басистом Ніко Зіска та барабанщиком Тобіасом Шулером. Вони випустили ще три студійні альбоми – Stellar (2015), Finisterre (2017) і Noktvrn (2021) – на лейблі Season of Mist.
Der Weg einer Freiheit багато гастролювали з моменту заснування, виступаючи на одній сцені з такими гуртами, як Wolves in the Throne Room, The Ocean і Heaven Shall Burn. Вони ототожнюють себе з блек-металом, але також приймають інші музичні впливи та  і не мають деяких традиційних рис жанру, таких як сатаністські ліричні теми.

## Історія
Тобіас Ящинський і Нікіта Кампрад вперше познайомилися, коли грали разом у блек-метал-гурті Frostgrim, який розпався через півроку після приєднання Ящинського через музичну суперечність між учасниками. Потім вони створили дезкор-гурт Fuck Your Shadow from Behind, який існував з 2007 по 2010 рік. У 2009 році вони заснували Der Weg einer Freiheit з Ящинським як вокалістом і Кампрадом на гітарі та інших інструментах. Того лютого вони випустили однойменний дебютний альбом, обмежений тиражем у 200 фізичних копій. Вони використовували драм-комп'ютер для запису партій барабанів. Альбом був перевиданий на Viva Hate Records у травні 2010 року після того, як пісні були перезаписані з Крістіаном Басом, який став першим барабанщиком гурту.
1 липня 2011 року Der Weg einer Freiheit випустили свій перший мініальбом Agonie на лейблі Viva Hate. Під час запису Крістіан Басс покинув гурт через проблеми зі здоров'ям, його замінив Тобіас Шулер. До цього моменту гурт гастролював з такими колективами, як Despised Icon, The Black Dahlia Murder, Wolves in the Throne Room, Neaera та War From a Harlots Mouth. У 2011 році вони грали на Barther Metal Open Air і Wolfszeit Festival разом із Skyforger, Finsterforst, Postmortem, Kromlek, Svartsot, Eisregen, Wolfchant, Equilibrium, Heidevolk, Varg і Watain. У 2012 році гурт випустив другий повноформатний альбом Unstille, виступив на Extremefest у Санкт-Пельтені та Гюнксе та гастролював разом із The Black Dahlia Murder і Darkest Hour. У жовтні 2012 року Ящинський покинув гурт, а Кампрад зайняв роль ведучого вокаліста. У березні 2013 року Der Weg einer Freiheit гастролювали з Heretoir у Німеччині, Австрії та Швейцарії. Того літа вони грали на Ragnarök Festival і Summer Breeze. У 2014 році вони гастролювали з The Ocean і з'явилися на фестивалі With Full Force.
У 2015 році гурт випустив свій третій альбом Stellar на Season of Mist і гастролював по Європі з німецьким гуртом Downfall of Gaia. Того ж року вони грали на Hellfest і Graspop Metal Meeting; їхній перший тур по США було скасовано через проблеми з візою. У 2016 році гурт відіграв  перший хедлайнерський тур по Європі, а влітку вперше з’явився на Wacken Open Air і був частиною складу Full Metal Cruise. У серпні 2017 року Саша Рісслінг вийшов з гурту, щоб зосередитися на інших музичних проєктах, а у вересні до нього приєднався басист Джуліано Барб'єрі. Гурт гастролював Європою з португальським гуртом Moonspell як тріо, із заздалегідь записаними басовими партіями.
Після туру Der Weg einer Freiheit почали запис  четвертого альбому Finisterre, який вийшов наприкінці 2017 року. Альбом посів 82 місце в німецькому чарті альбомів. Повернувшись зі студії, гурт гастролював з Heaven Shall Burn. Під час цього туру новим бас-гітаристом гурту став Ніко Зіска. Гурт виступав з колишнім учасником Ніко Раушем на кількох літніх фестивалях.

## Музичний стиль
Der Weg einer Freiheit знаходяться під сильним впливом шведського стилю блек-металу. Їхню музику порівнювали з Agrypnie, а їхній вокальний стиль — із Nocturno Culto з Darkthrone . Фронтмен і автор пісень Нікіта Кампрад назвав такі гурти, як 1349, Orlog, Nocte Obducta, Negator, Imperium Dekadenz, Naglfar, Drautran, Emperor, і Dissection як музичні орієнтири. Він також заявив, що намагається дотримуватися більш прогресивному напрямку, ніж його колишний гурт Frostgrim.
Тексти пісень гурту написані німецькою мовою і зосереджені на почуттях відчаю, спогадах і похмурих аспектах людського суспільства. Хоча Der Weg einer Freiheit називають себе блек-метал-гуртом, їх не цікавлять сатаністські теми, які традиційно асоціюються з цим жанром.

## Дискографія
Студійні альбоми
- 2009: Der Weg einer Freiheit
- 2012: Unstille
- 2015: Stellar
- 2017: Finisterre
- 2021: Noktvrn

Мініальбоми
- 2011: Agonie
- 2012: «Wacht»/«In die Weiten»

Живі альбоми
- 2019: Live in Berlin

## Склад гурту
Поточний склад
- Нікіта Кампрад – гітара (2009–дотепер), вокал (2012–дотепер), клавішні (2021–дотепер), бас-гітара (2009–2012, 2016), програмування ударних (2009–2010)
- Ніко Рауш — гітара (2017–дотепер)
- Ніко Зіска — бас-гітара (2017–дотепер)
- Тобіас Шулер — ударні (2011–дотепер)

Колишні учасники
- Тобіас Ящинскі – вокал (2009–2012)
- Крістіан Басс — ударні (2010–2011)
- Гільяно Барб’єрі — бас-гітара (2012–2016)
- Саша Рісслінг — гітара (2012–2017)